# WAR (野球)
WAR（Wins Above Replacement）とは、セイバーメトリクスによる打撃、走塁、守備、投球を総合的に評価して、選手の貢献度を表す指標である。

## 概要
WARは、Wins Above Replacementという正式名称が示す通り、「代替可能選手（Replacement）に比べてどれだけ勝利数を上積みしたか」を統計的に推計した指標である。代替可能選手とは、「平均以下（below average）の実力で、容易に獲得できる（easily obtainable）選手」、すなわち3Aから昇格させたり、ウェーバー経由や後日指名選手（PTBNL）で獲得できる控えレベルの選手を指す。トム・タンゴは「FA市場において最低年俸水準で獲得できる選手、またはトレードにおいて最小限の損失で獲得できる選手」と定義している。代替可能レベルの選手でチームを構成した場合には162試合のシーズンで勝率.320、52勝が期待出来る。代替可能レベルの設定はシンクタンクにより異なっていたが、2013年現在、FanGraphs とBaseball Reference は勝率.294で統一している。平均的なレギュラー野手、先発投手のWARは2.0とされている。一方、平均的なリリーフ投手のWARは0.3とされている。仮にWARが0ならば、その選手は「代替可能」なレベルということになる。FanGraphsによると、2018年のMLBでは、ムーキー・ベッツが10.4で全体1位、クリス・デービスが-3.1で最下位だった。
WARは上積みした勝利数を意味しているが、具体的には打撃指標、走塁指標、守備指標、投球指標などを用いて総合的にこれを推計しなければならない。具体的な細かい算出方法は定義されておらず、各部門の指標に何を用いるか（例えば守備指標をDRSで評価するかUZRで評価するか等）は算出者に任せられている。そのため算出方法が複数存在し、それによって値も異なってくる。現在、MLBでは、前述のFanGraphsの他に、「Baseball Reference」、「Baseball Prospectus」 が独自のWARを算出している。特に「FanGraphs」版と「Baseball Reference」版が有名で、区別するために前者をfWAR、後者をbWAR或いはrWARと表記することもある。大手スポーツ専門局であるESPNは「Baseball Reference」版（rWAR）を公式記録として採用している。NPBでは、DELTAとデータスタジアムのWARが著名である。
2012年にミゲル・カブレラが三冠王を達成したが、WARでは守備走塁面でも評価の高い新人のマイク・トラウトが上回ったために（fWARではトラウトが10.0でカブレラ6.8、rWARではトラウトが10.4でカブレラが7.3）アメリカンリーグのMVPにどちらがふさわしいかで論争が発生した。結局、MVPにはカブレラが選ばれた。

## 評価基準
| 評価             | fWAR       | rWAR    |
| ---------------- | ---------- | ------- |
| MVP              | 6.0以上    | 8.0以上 |
| スーパースター   | 5.0 - 6.0  |         |
| オールスター     | 4.0 - 5.0  | 5.0以上 |
| 好選手           | 3.0 - 4.0  |         |
| レギュラー       | 2.0 - ３.0 |         |
| 先発メンバー     | 1.0 - 2.0  | 2.0以上 |
| 控え             | 1.0以下    | 0-2.0   |
| リプレイスメント | 0未満      | 0未満   |

## 有効性
従来の指標では各選手の能力や貢献度の一部分しか推し測ることができず、選手の価値を判断するには複数の指標を吟味する必要があった。野手においては、打撃、走塁、守備という性質の全く異なる要素が存在し、それらをまとめて評価することはしばしば困難を伴った。特に、打撃に比べて守備での貢献度は見過ごされがちであった。
WARの登場により、その選手の総合的な貢献度を単一の指標で評価できるようになった。また、投手・野手を問わず、全ての選手を同一の土俵で比較することが可能になった。チームへの貢献度を上積みした勝利数というわかりやすい基準で評価できるため、WARを用いた適正年俸の算出も容易に行えるようになった。WAR1あたりの適正年俸はリーグの総年俸や最低年俸を基準に算出される。近年は上昇傾向にあるが2011年基準WAR1あたり400万～500万ドル前後として計算される。仮に400万ドルとした場合、2007年～2011年の通算WARが10.4である松坂大輔に支払われるべき5年間の年俸総額は4400万ドルとなる。
計算の性質と潜在的な測定誤差を考えると、WARは正確な見積もりとしてではなく、プレイヤーをグループをに分けるための目安として使用されるべきである。 たとえば、シーズン中に6.4 WARのプレイヤーと6.1 WARのプレイヤーは区別することはできない。 この値では彼らを区別するのには差が小さすぎるのである。 むしろこの2人のプレイヤーの価値がほぼ等しい可能性が高いことを示しているのであり、彼らを区別するならばさらに深く掘り下げる必要がある。ただし、6.4 WARのプレイヤーと4.1 WARのプレイヤーでは十分に違いがあるため、最初のプレイヤーのほうが特定のシーズンに彼らのチームにとってより価値があると確信できるとされる。

## 算出方法

### 野手

#### 守備位置補正
WARでは、負担の異なるポジションの選手同士を比較可能にするため、守備位置によって補正を行う。日米のセイバーメトリクス大手は、2020年現在、以下の守備位置補正値を使用している
。
|            | Baseball Reference | FanGraphs | DELTA   |
| ---------- | ------------------ | --------- | ------- |
| 対象       | MLB                | MLB       | NPB     |
| 捕手       | +9.0               | +12.5     | +18.1   |
| 遊撃手     | +7.0               | +7.5      | +10.3   |
| 二塁手     | +3.0               | +2.5      | +3.4    |
| 中堅手     | +2.5               | +2.5      | +4.2    |
| 三塁手     | +2.0               | +2.5      | -4.8    |
| 右翼手     | -7.0               | -7.5      | -5.0    |
| 左翼手     | -7.0               | -7.5      | -12.0   |
| 一塁手     | -9.5               | -12.5     | -14.1   |
| 指名打者   | -15.0              | -17.5     | -15.1   |
| 基準試合数 | 150試合            | 162試合   | 143試合 |

それぞれ基準試合数が異なることには注意を要する。例えば、Baseball-Referenceの場合は捕手として150試合に出場すると+9.0点の補正を行うという意味なので、捕手として162試合に出場すれば+9.72点の補正が得られることになる。なお、162試合当たりの守備位置補正は以下のようになる。
|          | Baseball Reference | FanGraphs | DELTA |
| -------- | ------------------ | --------- | ----- |
| 対象     | MLB                | MLB       | NPB   |
| 捕手     | +9.7               | +12.5     | +20.5 |
| 遊撃手   | +7.6               | +7.5      | +11.7 |
| 二塁手   | +3.2               | +2.5      | +3.9  |
| 中堅手   | +2.7               | +2.5      | +4.8  |
| 三塁手   | +2.2               | +2.5      | -5.4  |
| 右翼手   | -7.6               | -7.5      | -5.7  |
| 左翼手   | -7.6               | -7.5      | -13.6 |
| 一塁手   | -10.3              | -12.5     | -16.0 |
| 指名打者 | -16.2              | -17.5     | -17.1 |

#### FanGraphs版
Beyond the Boxscore のジェフ・アベールの解説に沿って、2008年のマット・ホリデイを例に大まかな算出の流れを記す。各指標の詳細は、FanGraphs Sabermetrics Library を参照。
1. wRAA（Weighted Runs Above Average）を算出する。
wRAAは、「同じ打席数をリーグの平均的な打者が打つ場合に比べてどれだけチームの得点を増やしたか、または減らしたか」を示す指標[16]。
算出方法は「wOBA[17] - リーグのwOBA) / 1.15 × 打席数」。
2008年のマット・ホリデイは、(.418 - .333) / 1.15 × 623 = .085 / 1.15 × 623 = .0739 x 623  = 46.05（チームの得点を46点増やした） となる。
2. wRAAにパークファクター補正を加える。
2008年のクアーズ・フィールドは1.126なので、ホリデイの補正wRAAは39となる。
3. UZR（Ultimate Zone Rating）を算出する。算出されるのは2002年以降に限定される。
UZRは、「同一ポジションの平均的な野手に比べて、守備でチームの失点をどれだけ増やしたか、または減らしたか」を示す指標。捕手の場合には、FRM（ストライクゾーンぎりぎりのボール球を、球審にストライクとコールさせる事により、リーグ平均と比較して何点相当防いだか[18]）、rSB（盗塁される数を減らす事により、リーグ平均と比較して何点相当防いだか）、RPP（捕逸や暴投を減らす事により、リーグ平均と比較して何点相当防いだか）が代わりに考慮される[19]。
算出方法はアルティメット・ゾーン・レーティング#算出方法を参照。
2008年のホリデイは9.1（チームの失点を9.1点減らした）。
4. UZRにポジション補正を加える。
守備位置ごとに要求される守備力の水準や貢献度が変わってくるため、162試合×9イニング＝1458守備イニングおきに前述の補正値を加える。
2008年のホリデイは全162試合中139試合(86％)で左翼手として出場したので、9.1 + -7.5 × 0.86 ＝ 約2.7が補正UZRとなる。
5. UBR（Ultimate Base Running）とwSB（Weighted Stolen Base Runs）とwGDP（Weighted Double Play Runs）を合計した「BsR」（Base Running）を算出する[20]。UBRのデータは2002年以降に限定される。
UBRは、「平均的な野手に比べて、盗塁を除く走塁でチームの得点をどれだけ増やしたか、または減らしたか」を示す指標。
wSBは、「平均的な野手に比べて、盗塁でチームの得点をどれだけ増やしたか、または減らしたか」を示す指標。
wGDPは、「平均的な野手に比べて、併殺阻止でチームの得点をどれだけ増やしたか、または減らしたか」を示す指標。
6. 打席数による補正を加える。
打席数が多いほど、代替可能選手の打席数を減らしたとして評価される。
代替可能選手は600打席につき20得点の損失になると定義し、「打席数 ÷ 600 × 20」で補正を加える[15]。
2008年のホリデイは623打席なので、補正値は約20.8となる。
7. RAR（runs above replacement）を算出する。
補正wRAA(→2)、補正UZR(→4)、打席数補正(→5)を足し合わせ、代替可能選手に比べて何得点分の価値があるのかを算出する。
2008年のホリデイは、39 + 2.7 + 20.8 ＝ 62.5 となる。
8. RARをWARに変換する。
ピタゴラス勝率(Pythagorean expectation)により、10RARは1勝分（= 1WAR）に相当する。
2008年のホリデイは、62.5 ÷ 10 ＝ 6.25 となり、代替可能選手と比べて6.25勝の上積みをチームにもたらしたことになる。

#### Baseball Reference版
詳細は：Position Player WAR Calculations and Details - Baseball-Reference.com（英語）を参照。
打撃得点（Batting Runs）」、「走塁得点（Baserunning Runs）」、「併殺打得点（Grounded into Double Play Runs」、「守備得点（Fielding Runs）」、「守備位置補正得点（Positional Adjustment Runs）」、「代替レベル得点（Replacement level Runs (based on playing time)」の6つの指標によって計算される。
1. 打撃得点を算出する
打撃得点はfWARと同じく、wOBAを基に算出される。ただし、wRAAに変換する際に、内野安打と外野への安打、三振とその他のアウトを区別する。過去3年分のパークファクターで補正を加える。
より詳細な説明は How We Compute wRAA for WAR を参照
2. 走塁得点を算出する
走塁得点は盗塁、盗塁死からなるポイントと、盗塁以外の進塁からなるポイントによって構成される。
進塁は、走者の状況や放たれた打球、暴投、牽制死などによって合計33パターンに区別される。
3. 併殺打得点を算出する
4. 守備得点を算出する
算出にはUZRではなくDRSを用いる。
DRSが開発された2003年より前の年は、TZRで代用する。
5. 守備位置補正得点を加える
150試合×9イニング＝1350守備イニングおきに前述の補正値を加える。
6. 代替レベル得点を算出する
7. 6つの得点の合計 (RAR：Runs Above Replacement level)をWARに変換する
この変換方法については、何度か大きな改訂が行われている。詳細は Baseball-Reference.com WAR Explained, Converting Runs to Wins を参照。

- - Offensive WAR (oWAR)

打撃得点＋走塁得点＋併殺打得点＋代替レベル得点＋守備位置補正得点の合計をOffensive RAR (oRAR)と呼び、oRARをWARに変換したものをOffensive WAR (oWAR)と呼ぶ。
- - Defensive WAR (dWAR)

守備得点＋守備位置補正得点をWARに変換したものをDefensive WAR (dWAR)と呼ぶ。

### 投手
Baseball Referenceでは失点率を、FanGraphsではFIPを基にして計算される。

rWARは守備指標DRSを用いて守備の影響を考慮するのに対し、fWARはFIPを用いて最初から守備の影響を取り除く等の違いがある。

#### FanGraphs版
詳細は：What is WAR? - FanGraphs（英語）、Pitcher Win Values Explained: Part Seven - FanGraphs（英語）を参照。

守備に依存しないFIPをベースに算出する事で、初めから投手の責任に限定して評価している。
1. 失点率ベースのFIPを算出する。
FIP ( 失点率ベース )  ＝ FIP ＋ ( リーグ失点率 － リーグ防御率 )
WARに使用するFIPでは内野フライを奪三振と同等とみなして計算に組み込んでいる[21] 。
これは内野フライが内野手の能力に関わらずほぼ確実にアウトにできる事、得点価値が奪三振とほぼ同等となる事に起因している。
2. FIPにパークファクター補正を与える。
5年間の得点パークファクターを平均する。
3. 得点を勝利数へ変換するRuns Per Win(RPW：1勝するために必要な得点数)を算出する。
4. 平均的な投手と比較して増やした1試合あたりの勝利数を計算する。
1試合あたりの勝利数(平均比)＝(リーグFIP－対象投手のFIP)÷RunsPerWin
5. リプレイスメントレベル(Rep)補正を与える。
1試合あたりのリプレイスメントレベル補正 ＝ 0.03 × ( 1 - 先発試合/登板試合 ) ＋ 0.12 × ( 先発試合/登板試合 )
6. 1試合あたりのWARを求める
1試合あたりのWAR ＝ 1試合あたりの勝利数(平均比) + 1試合あたりのリプレイスメントレベル補正
7. WARを求める
WAR ＝ 1試合あたりのWAR × ( 投球回 / 9 )
8. WARにレバレッジ・インデックス (LI) 補正を与える。
LI補正 ＝ ( 1 + gmLI ) / 2
gmLIは試合局面の重要度を表している。勝率が変動しやすい局面ほど大きくなり、平均は1。
9. 各シーズンのリプレイスメントレベルや野手・投手のWAR割合等の環境に応じた補正を与える
シーズン補正 ＝ シーズン毎の補正値 × 投球回
シーズン毎の補正値は-0.0007から-0.0012程度に収まる。
10. 最終的なWARを算出する。
11. 最終的なWAR ＝ WAR × LI補正 ＋ シーズン補正

#### Baseball Reference版
詳細は：Pitcher WAR Calculations and Details - Baseball-Reference.com（英語）を参照。

投手が許した失点をベースにしているが、野手の守備による失点の増減を考慮して評価している。
1. 対戦相手による推定失点(xRA)を算出する。
対戦チームを考慮して、平均的な投手が対象投手が所属するチームに所属した場合の失点を推定する。
2. 交流戦についての補正を与える。
DHの有無による得点環境の差を過去365日分の平均値から算出し、9イニングあたり0.20点の補正を加えている。
3. チームの守備によって防いだ失点(xRA_def )を計算する。
チーム全体のDRSをグラウンド内で処理された打球の数(BIP:Balls In Play)に応じて分配する。
2002年以前はDRSが算出されていないため、Total Zone Runs(TZR)で代用している。
xRA_def＝(対象投手のBIP/チームBIP)×チームDRS(TZR)
4. 先発と救援の差による補正値(xRA_sprp_adj )を算出する。
先発投手と救援投手では失点率に差が出るため、補正を与える。
5. パークファクターによる補正(PPF_custom )を与える。
過去3年間の得点パークファクターを考慮して補正を与える。
6. 最終的な推定失点(xRA_final )を算出する。
xRA_final＝PPF_custom×(xRA－xRA_def＋xRA_sprp_adj )
7. xRA_finalを用いて疑似的な勝率(Win-Loss% )を算出する。
得失点から勝率を近似するピタゴラス勝率を発展させたPythagenPat式を用いて疑似的な勝率を算出する。
PythagenPat式勝率＝(リーグRS^X)÷{リーグRS^X＋{リーグRS－(xRA_final－失点)÷試合数)}^X}
リーグRS：リーグの平均ラン・サポート(Run support)
X＝{53.6×(リーグ総得点÷総アウト数)－(xRA_final－失点)÷試合数}^0.285
PythagenPat式において、Xの計算に用いられる指数は分析方法等によって0.27～0.29で計算されるため、上記の計算はあくまで一例である。
8. 平均的な投手と比較して得られる勝利数、WAA(Wins Above Average)を算出する。
WAA＝(W-L%－.500)×試合数
9. 登板局面による補正を与えたWAA(WAA_adj )を算出する。
試合の序盤や終盤、大差や接戦など登板局面の違いによって勝率の変動期待値は異なる。
局面による重要度をLeverage Indexと呼ばれる指標で表し、これを用いてWAAに補正を与える。
WAA_adj＝WAA×(1＋Leverage Index)/2, Leverage Indexは平均1.00
10. 平均的投手がリプレイスメントレベル(代替可能選手)と比較して得られる勝利数(WAR_rep )を算出する。
11. WARを算出する。
WAR＝WAR_rep＋WAA_adj

## 注意点

### 算出方法
いくつもの指標を組み合わせているため、算出方法は極めて煩雑である。
また、WARの算出方法は機関によって様々である。大まかな枠組みは一致しており、リプレイスメントレベルの設定も統一されているため、利用にあたって各機関の算出アプローチの違いを理解する事が重要である。2013年現在、最も大きな違いは投手の貢献と守備(野手)の貢献の切り分けである。

### 投手と野手の比較
一般的にWARは投手より野手の方が高くなりやすい傾向がある。2013年のWAR上位10人の内、投手の人数はfWARが2人、rWARが3人と野手に比べて少ない。日本の選手やファンの間では「勝敗は殆ど投手力で決まる」という通説が浸透していることもあり、しばしば投手WARと野手WARの比較について疑問視する声がある。

投手の貢献度について、セイバーメトリクスの祖ビル・ジェームズは自身が提唱するWin Sharesにおいて、守備における投手の責任は60%～75%としており、攻撃と守備の重要度を概ね48：52と設定している。彼の理論を適用すれば、野手の攻撃責任(100%)＝投手の守備責任(70%)＋野手の守備責任(30%)となるため、1試合の貢献度は野手の方が大きくなるのである。ただし、1人あたりの責任は全ポジション中で先発投手が最も大きい。WARの枠組みではリプレイスメントレベルの設定に依るものの、MLB全体のWARが約1000であるのに対して配分は野手600投手400となっている。

### 守備指標
UZRや守備防御点(DRS)は互いに大きく乖離した結果になることが珍しくない。
ゾーンの分割や打球のサンプル数等の違いがあるが、セイバーメトリクスにおける守備評価はまだ発展途上の段階にあるため、その原因ははっきりとはわかっていない。故に、現時点ではWARも完璧な指標とは言えず、まだ改良の余地はあると見られている。
仮にUZRの代わりに守備防御点を用いた場合、数値に大きな差がある選手はWARにもその影響を受ける。松井秀喜を例に挙げると、通算UZR－80.6、通算DRS－29と守備貢献で50点の差が付いている。UZRを使用するfWARは通算12.7、キャリアハイ2.8(2004年)だが、DRSを使用するrWARは通算21.2、キャリアハイ5.0(2004年)と目に見えた違いが生まれている。
また、守備指標は打撃指標に比べて年度ごとのバラツキが大きく、選手によっては1年で±20程度の変動をすることもある。2010年-2012年のイチローは、ライトでのUZRの推移が14.1 → -4.4 → 12.4と1年単位で20前後の変化を見せている。コンディションの変化や打球の偏りなど、変動が大きくなる原因について諸説はあるもののはっきりと特定はされていない。
UZRやDRSが表しているのは守備による貢献度であり、能力評価としては3年程度のスパンで見る必要があると言われている。これを組み込むWARについても同様で、1シーズンのWARが選手の能力を直接表すわけではない。

## 批判
ビル・ジェームズは、当時は技術レベルのばらつきが大きかったため、「最高の選手は今よりも平均値から離れていた」ために、以前の時代の選手に有利なバイアスがあると述べている。つまり、彼の主張によれば、現代の野球では1800年代や1900年代のデッドボール時代やライブボール時代に比べて、選手が同世代の選手の能力を超えることが難しくなっている。ジェームズの批判は、進化生物学者のスティーブン・ジェイ・グールドが1996年に出版した『Full House: The Spread of Excellence from Plato to Darwin』という1996年に出版された本に起因し、打率についても同様のことが論じられている。グールドとジェイムズが述べたバイアスは、WARに基づくランキングが実際には初期の時代の選手を多く含んでいることを示す統計的な研究によって確認された。この研究は、WARが時代差を適切に調整しているというスタンスに疑問を投げかけている。
ジェームズの批判は、近年のWARの適用と使用方法にも起因している。2017年のメジャーリーグでは、アメリカンリーグの最優秀選手賞を誰が受賞すべきかについて、2012年と同様の議論が行われた。ホセ・アルトゥーベとアーロン・ジャッジである。ジャッジはこのシーズン、FanGraphsによるWARの算出でアルトゥーベを上回り、アルトゥーベの7.5に対してWAR8.2で1位となった。Baseball-Reference社の計算では、8.3対8.1でアルトゥーベが優勢であった。しかし、ジェームズに言わせれば、今回のMVP争いでWARを使うことは「...ナンセンスだ。アーロン・ジャッジの価値は、ホセ・アルトゥーベには到底及ばない....  僅差ではない。近いと信じているのは、悪い統計分析によって煽られているのです」 と述べている。彼は続けて、WARについて、「...その統計の作成者がパフォーマンス統計と勝利の関係を断ち切ってしまったために、その分析が弱体化してしまい、完全に間違っている」と述べている。さらに、ジャッジは接戦の終盤などの重要な場面でアルトゥーベよりも成績が悪く、WARはこの点を適切に考慮していないと指摘している。